# Río Nelson
El río Nelson (del inglés: Nelson River) es un importante río de la parte centro-norte de América del Norte que discurre íntegramente por la provincia canadiense de Manitoba. Su longitud es de 644 km (aunque con sus fuentes alcanza una longitud de 2575 km, 3.º del país), su caudal medio es de 2370 m³/s, y drena una cuenca de 892 300 km² —5.ª cuenca del país—, de los cuales 180 000 km² pertenecen a los Estados Unidos. El río es el principal emisario del gran lago Winnipeg (de 24 514 km²) y discurre hasta desaguar en la bahía de Hudson.
Fue descubierto en 1612 por el marino y explorador inglés Thomas Button y en 1670 se estableció en él un puesto comercial de la compañía de la Bahía de Hudson. Los comerciantes de pieles usaron el río como una ruta tierra adentro.
La línea ferroviaria de Hudson Bay sigue en la mayoría de su trazado el curso del río Nelson.

## Geografía
El río Nelson fluye a través del Escudo Canadiense, una región con multitud de ríos y lagos, muy jóvenes, que aún luchan por encontrar su curso. El nelson discurre en un complicado curso fluvo-lacustre que comienza en el lago Playgreen (657 km²), casi en el extremo norte del lago Winnipeg, y atraviesa los lagos Little Playgreen, Pipestone, Cross, Sipiwesk, Split y Stephens antes de saguar en la bahía de Hudson.
Dado que drena el lago Winnipeg, el Nelson es la última parte del sistema del gran río Saskatchewan (1939 km, con el Saskatchewan Sur), así como también del río Rojo del Norte (877 km) y del río Winnipeg (235 km). El lago Devils es inusual para ser un lago glaciar, ya que aunque en la actualidad esté cerrado, se ha sabido que se desbordó en el río Rojo en al menos cinco períodos separados desde la desglaciación.
Además del lago Winnipeg, sus principales afluentes son el río Grass, que drena un área larga al norte del lago Winnipeg, y el río Burntwood, que pasa a través de la ciudad de Thompson (13 123 hab. en 2011), el centro regional de manitoba septentrional.
El Nelson desemboca en la bahía de Hudson en Port Nelson (ahora una ciudad fantasma), justo al norte del río Hayes y de York Factory. Otras comunidades río arriba desde allí son Bird, Sundance, Long Spruce, Gillam (1317 hab.), Split Lake, Arnot, Cross Lake (388 hab.) y Norway House (≈5000 hab.).

## Historia

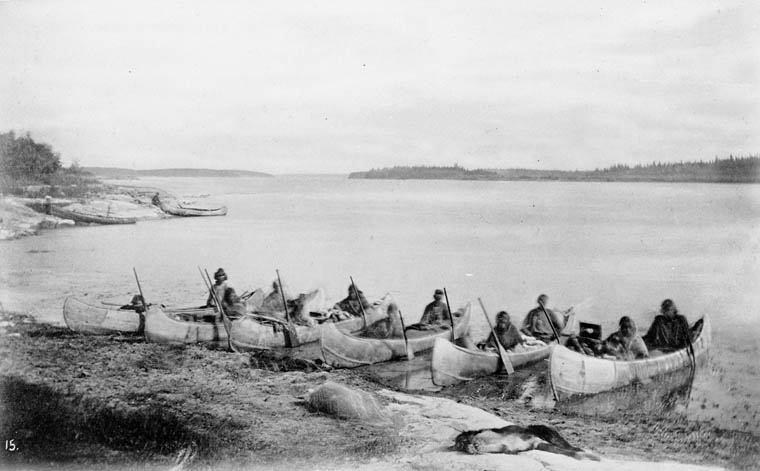
Nativos de las First Nations en el río Nelson, 1878

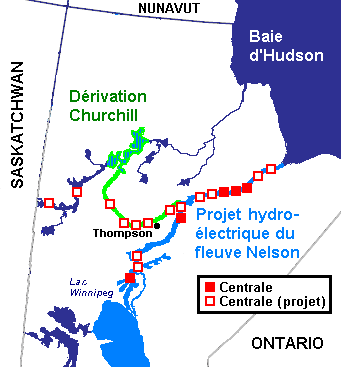
Centrales hidroeléctricas actuales y proyectadas en los ríos Churchill y Nelson, Manitoba, Canadá (2006).

El río fue nombrado por sir Thomas Button, un explorador galés de St. Lythans, Glamorganshire, que invernó en su desembocadura en 1612, y lo recuerda la memoria de Robert Nelson, un capitán de barco que murió allí. En ese momento, el pueblo cree que vivía en sus orillas lo llamaba Powinigow o Powinini-gow, que puede haber significado «río de extraños rápidos». El área fue disputada en la época del comercio de la piel, aunque el río Hayes, cuya boca en la bahía de Hudson está cerca de la del Nelson, se convirtió en la principal ruta hacia el interior del continente.
Fort Nelson, un histórico puesto comercial de la Hudson's Bay Company, estaba situada en la desembocadura del río Nelson en la bahía de Hudson y fue un puesto de operaciones clave en el siglo XVIII. Después de su papel fundamental en el establecimiento de Compañía de la Bahía de Hudson, Pierre Esprit Radisson (1636-1710), señalado explorador francés, fue director jefe de comercio en Fort Nelson durante uno de sus sostenidos períodos al servicio de Inglaterra. Hoy día, Fort Nelson ya no existe. Port Nelson, el abandonado puerto de embarque permanece en el lado opuesto de la boca del río en la bahía de Hudson.
El enorme caudal del río Nelson y su gran desnivel lo hacen propicio para la generación de energía hidroeléctrica. Las inundaciones causadas por el represamiento del río han provocado en el pasado agrias disputas con las First Nations, aunque en la década de 1970 se llegó a un Acuerdo de Inundación del Norte (Northern Flood Agreement) para ayudar a compensar los daños causados por tales inundaciones.

Remontando el río Nelson, es fácil ver los impactos del desarrollo hidroeléctrico. El agua una vez prístina es ahora limosa y no confiable para el consumo. Hay árboles caídos en el río por todas partes a lo largo de la costa, gracias a la erosión causada por la constante fluctuación del nivel del agua. Antiguas tumbas quedan expuesta, y sitios sagrados están ahora bajo el agua. Lo que antes era una autopista para los cazadores es ahora peligrosa para viajar en invierno, dado que la ubicación de las bolsas de hielo creadas por las inundaciones y la retirada del agua no se puede predecir. Un río que una vez fue la base para la vida se ha convertido en mortal.
Travelling up the Nelson River, it’s easy to see the impacts of hydro development. The once-pristine water is now silty and not to be trusted for drinking. Trees fall into the river everywhere along the shore, thanks to erosion caused by constantly fluctuating water levels. Ancient graves are being exposed, and sacred sites are now under water. What was once a highway for hunters is now dangerous to travel in winter, as the location of ice pockets created by flooding and retreating water cannot be predicted. A river that was once the basis for life has become deadly.